# Роджър Ша
Роджър Шаа (на немски: Roger Pierre Shah) е германски диджей, роден в Кьонген, провинция Баден-Вюртемберг. Известен е в световната транс сцена и е един от най-популярните диджеи в Европа.

## Биография и музикална кариера
DJ Shah стартира кариерата си през 1996 г. и само след 1 година достига до Топ 10 в денс чартовете в Германия.
През 1999 г. той издава първия си соло сингъл „Claps“, който влиза в Топ 5 на всички класации и привлича вниманието на един от най-големите DJ-и в Европа. Последните му продукции имат подкрепата на Paul van Dyk, Armin van Buuren, Above & Beyond, Ferry Corsten, Tiësto и още много лидери на световната Транс сцена.
През 2005 г. дебютира в лейбъла на Tiësto „Black Hole“ с „Shah & Laruso pres. Global Experience“. След създаването на различни тракове във водещи международни лейбъли през 2005 г., като „Ministry Of Sound“ UK или „Ultra USA“, достига #23 място по продажби в Англия с проекта си „Commander Tom“
DJ Shah е единственият немски продуцент, който е работил и продуцирал с Тиесто в компилацията In Search Of Sunrise 5 /ISOS 5/

По-късно подписва договор с Armada Music (лейбъла, чийто собственик е DJ #1 на планетата за 2007 и 2008 – Армин ван Бюрен) за соло сингъла си „DJ Shah meets Jan Johnston – Beautiful“ и за втория си проект „Sunlounger“.
Под псевдонима „Sunlounger“, Shah реализира хитовия си албум „Another Day On The Terrace“ през 2007 г., който достига първо място в холандските iTunes класации за всички музикални жанрове. Shah реализира още един проект – „Savannah“ за лейбъла „Black Hole“.
Shah работи заедно с Армин ван Бюрен. Двамата реализират сингъла „Going Wrong fr. Chris Jones“, който достига #5 позиция в холандските класации, точно след соло концерта на Армин – „Armin Only“
Заедно с Pedro del Mar, DJ Shah започва радио шоуто си „Mellomania“, под чието име издава 14 двойни CD компилации, заедно с Pedro del Mar
DJ Tiësto описва Shah като страхотен продуцент. Един от най-големите хитове е „Who Will Find Me“ с вокалистката Adrina Thorpe
За 2008 г. Шаа е на 358-а позиция в класацията на списание DJ Mag – DJ Mag Top 100 DJs
През 2008 г. излиза новия албум на DJ Shah под псевдонима Sunlounger – „Sunny Tales“, който се радва на огромен интерес от страна на фенове и DJ-и, които непрекъснато пускат песните от албума в миксовете си.
През 2008 г. Shah става един от най-важните DJи и продуценти в Лейбъла Armada
През 2009 г. прави изненадващо влизане в Top 100 на DJ Mag, като от 358-а позиция влиза директно в топ 30 на 21-во място. Това е един от най-големите скокове в историята на DJ Mag Top 100.

## Радио шоу: Magic Island – Music For Balearic People...
Magic Island – Music For Balearic People е седмичното двучасово радио шоу на DJ Shah.
Излъчено е за първи път на 2 май 2008 г.
В първия час от шоуто си, DJ Shah пуска Chillout и Balearic музика, а във втория час – Trance & Progressive класики

## Дискография
RELEASES:

The Mission (12")		/Club Traxx! Record/ 	1997

Club Tracks E.P. Vol. 1 (12", EP)		/Club Traxx! Record/ 	1998

Claps (12")		/Session Group Records/ 	1999

Claps (CD, Maxi)		/Session Group Records/ 	1999

Commandments (Die 10 Gebote) (2x12")		/Session Group Records/ 	1999

Commandments (Die 10 Gebote) (12")		/Blue Forest Recordings/ 	1999

Commandments (Die 10 Gebote) (CD, Maxi)		/Session Group Records/ 	1999

Die 10 Gebote (12", Promo)		Not On Label 	1999

Riddim (12")		/Session Group Records/ 	2000

Riddim (CD, Maxi)		/Session Group Records/ 	2000

The Album (2x12")		/Session Group Records/ 	2000

The Album (CD, Album, Dig)		/Session Group Records/ 	2000

Tides Of Time (12")		/Club Culture/ 	2001

Tides Of Time (12")		/Shah-Records/ 	2001

Tides Of Time (CD, Maxi)		/Club Culture/ 	2001

Tides Of Time (Remixes) (12")		/Club Culture/ 	2001

High (12")		/Insolent Tracks/ 	2002

High (12")		/EMI Electrola/ 	2002

High (12", Ltd)		/Innovative Records/ 	2002

High (12")		/Nebula/ 	2003

High (12")		/Nebula/ 	2003

High (CD, Maxi)		/Nebula/	2003

High (12", Promo)		/Nebula/	2003

High (12", Promo)		/Nebula/	2003

Sunday Morning (12")		/Shah-Records/ 	2003

Sunday Morning (Part 2) (12")		/Shah-Records/ 	2003

Sunset Road / Dead Drummer (12")		/Shah-Records/ 	2004

Tennessee / Dakar (12")		/Black Hole Recordings/ 	2005

The Ultimate Chillout Compilation (File, MP3)		/Shah-Music Digital/ 	2005

Beautiful (12")		/A State Of Trance/ 	2006

Beautiful (CDr, Single, Car)		/A State Of Trance/ 	2006

Zanzibar / San Salvador (12")		/Black Hole Recordings/ 	2006

Beautiful (File, MP3)		/ State Of Trance/ 	2007

almarosa (12")		/A State Of Trance/ 	2007

Who Will Find Me (12")		/A State Of Trance/ 	2007

Back To You (12")		/Magic Island Records/ 	2008

Back To You (File, MP3)		/Magic Island Records/ 	2008

Don't Wake Me Up (CD, Maxi)		/Armada Music/ 	2008

Going Wrong (CD, Maxi)		/Armada Music/ 	2008

Going Wrong (File, MP3)		/Ultra Records/ 	2008

Going Wrong (CDr, Single)		/Armada Digital/ 	2008

Going Wrong (12")		Armind 	2008

Going Wrong (CD, Maxi, Promo)		/Ultra Records/ 	2008

Songbook (2xCD, Album)		/Armada Music/ 	2008

Songbook (Sampler 1) (12", Smplr)		/Armada Music/ 	2008
DJ SHAH – SONGBOOK
CD1: ALBUM VERSIONS

01. DJ Shah с участието на Aruna – Now Or Never

02. DJ Shah с участието на Adrina Thorpe – Who Will Find Me

03. DJ Shah с участието на Phillipa Joy – Ocean Drive

04. DJ Shah с участието на Inger Hansen – Don't Wake Me Up

05. DJ Shah с участието на Kelly Llorenna – Lift Me Up

06. DJ Shah с участието на Chloe Langley – Young & Proud

07. Armin Van Buuren & DJ Shah с участието на Chris Jones – Going Wrong

08. DJ Shah с участието на Jane Kumada – Turn Back Time

09. DJ Shah с участието на Jan Johnston – Beautiful (Glimpse Of Heaven)

10. DJ Shah с участието на Ed Winslet – Free

11. DJ Shah с участието на Adrina Thorpe – Back To You

12. DJ Shah с участието на Maria Nillius – Make Me Feel

13. DJ Shah с участието на Britta Medeiros – Sunday Morning 2.8

14. DJ Shah с участието на Nadja Nooijen – Over & Over
CD2: ACOUSTIC VERSIONS

01. DJ Shah с участието на Aruna – Now Or Never (acoustic version)

02. DJ Shah с участието на Adrina Thorpe – Who Will Find Me (acoustic version)

03. DJ Shah с участието на Phillipa Joy – Ocean Drive (acoustic version)

04. DJ Shah с участието на Inger Hansen – Don't Wake Me Up (acoustic version)

05. DJ Shah с участието на Kelly Llorenna – Lift Me Up (acoustic version)

06. DJ Shah с участието на Chloe Langley – Young & Proud (acoustic version)

07. Armin Van Buuren & DJ Shah с участието на Chris Jones – Going Wrong (acoustic version)

08. DJ Shah с участието на Jane Kumada – Turn Back Time (acoustic version)

09. DJ Shah с участието на Jan Johnston – Beautiful (Glimpse Of Heaven) (acoustic version)

10. DJ Shah с участието на Ed Winslet – Free (acoustic version)

11. DJ Shah с участието на Adrina Thorpe – Back To You (acoustic version)

12. DJ Shah с участието на Maria Nillius – Make Me Feel (acoustic version)

13. DJ Shah с участието на Britta Medeiros – Sunday Morning 2.8 (acoustic version)

14. DJ Shah с участието на Nadja Nooijen – Over & Over (acoustic version)

Label: Armada

Release: 26 май 2008
SUNLOUNGER /a.k.a. DJ Shah/ – ANOTHER DAY ON THE TERRACE – Първия албум под псевдонима Sunlounger
Траклист:
CD1 – Full Sunlounger Chill Mix

01. Another Day On The Terrace (Album Chill Mix)

02. In & Out

03. White Sand

04. Losing Again

05. A Balearic Dinner (с участието наSeiscuerdas)

06. Crawling (с участието наZara)

07. Aguas Blancas

08. Keep Our Ring

09. Hierbas Ibicencas

10. Lounging By The Sea

11. Shine On Me

12. Lumimba
CD2 – Full Sunlounger Dance Mix

01. Another Day On The Terrace (Intro Club Mix)

02. In & Out (Original Mix)

03. Hierbas Ibicencas (Club Mix)

04. Crawling (с участието наZara) (Club Mix)

05. White Sand (DJ Shah's Original Mix)

06. Keep Our Ring (Club Mix)

07. A Balearic Dinner (с участието наSeiscuerdas) (Club Mix)

08. Losing Again (Club Mix)

09. Lounging By The Sea (Club Mix)

10. Aguas Blancas (DJ Shah's Original Mix)

11. Shine On Me (Club Mix)

12. Lumimba (Club Mix)
Release: 2007

Label: Armada
SUNLOUNGER – SUNNY TALES
Траклист:
CD1 Chill Versions

01. Sunlounger – Sunny Tales (Chill Version)

02. Sunlounger с участието на kyler England – Change Your Mind (Chill Version)

03. Sunlounger – Mediterranean Flower (Chill Version)

04. Sunlounger & Zara – Lost (Chill Version)

05. Sunlounger – Spiritual Hideout (Chill Version)

06. Sunlounger с участието на Cap & Stephanie Asscher – Heart Of The Sun (Chill Version)

07. Sunlounger – Punta Galera (Chill Version)

08. Sunlounger с участието на Lorilee – Your Name (Chill Version)

09. Sunlounger – Catwalk (Chill Version)

10. Sunlounger & Zara – Talk To me (Chill Version)

11. Sunlounger & Ingsha с участието на Simon Binkenborn (Chill Version)

12. Sunlounger с участието на Seis Cuerdas – A Balearic Breakfast (Chill Version)
CD2 Dance Versions

01. Sunlounger – Sunny Tales (Dance Version)

02. Sunlounger с участието на kyler England – Change Your Mind (Dance Version)

03. Sunlounger – Mediterranean Flower (Dance Version)

04. Sunlounger & Zara – Lost (Dance Version)

05. Sunlounger – Spiritual Hideout (Dance Version)

06. Sunlounger с участието на Cap & Stephanie Asscher – Heart Of The Sun (Dance Version)

07. Sunlounger – Punta Galera (Dance Version)

08. Sunlounger с участието на Lorilee – Your Name (Dance Version)

09. Sunlounger – Catwalk (Dance Version)

10. Sunlounger & Zara – Talk To me (Dance Version)

11. Sunlounger & Ingsha с участието на Simon Binkenborn (Dance Version)

12. Sunlounger с участието на Seis Cuerdas – A Balearic Breakfast (Dance Version)
Release: 31 юли 2008

Label: Armada
DJ SHAH – The Beach Side Of Life
CD1:

1. Roger Shah presents Sunlounger – The Beach Side Of Life

2. Roger Shah presents Sunlounger с участието наZara Taylor – Found

3. Roger Shah presents Sunlounger – Coastline

4. Roger Shah presents Sunlounger с участието наInger Hansen – Breaking Waves

5. Roger Shah presents Sunlounger – Kuta Beach

6. Roger Shah presents Sunlounger с участието наAntonia Lucas – Beautiful

7. Roger Shah presents Sunlounger – Summer Escape

8. Roger Shah presents Sunlounger – Trademark White

9. Roger Shah presents Sunlounger с участието наLorilee – Life

10.Roger Shah presents Sunlounger – Acapulco Waves

11.Roger Shah presents Sunlounger с участието наZara Taylor – Feels Like

12.Roger Shah presents Sunlounger – Son Of A Beach
CD2:

1. Roger Shah presents Sunlounger – The Beach Side Of Life

2. Roger Shah presents Sunlounger с участието наZara Taylor – Found

3. Roger Shah presents Sunlounger – Coastline

4. Roger Shah presents Sunlounger с участието наInger Hansen – Breaking Waves

5. Roger Shah presents Sunlounger – Kuta Beach

6. Roger Shah presents Sunlounger с участието наAntonia Lucas – Beautiful

7. Roger Shah presents Sunlounger – Summer Escape

8. Roger Shah presents Sunlounger – Trademark White

9. Roger Shah presents Sunlounger с участието наLorilee – Life

10.Roger Shah presents Sunlounger – Acapulco Waves

11.Roger Shah presents Sunlounger с участието наZara Taylor – Feels Like

12.Roger Shah presents Sunlounger – Son Of A Beach

Label: Armada

Release: 16 октомври 2010